# Hodîn, Ratne
Hodîn (în ucraineană Годинь) este un sat în comuna Mlînove din raionul Ratne, regiunea Volînia, Ucraina.

## Demografie
Componența lingvistică a localității Hodîn
     Ucraineană (90%)
     Belarusă (10%)
Conform recensământului din 2001, majoritatea populației localității Hodîn era vorbitoare de ucraineană (90%), existând în minoritate și vorbitori de belarusă (10%).